# Narodni park Džerdap
Narodni park Džerdap (srbsko Национални парк Ђердап / Narodni park Džerdap) se razteza ob desnem bregu reke Donave od trdnjave Golubac (srbsko Голубачки град / Golubački grad) do jezu pri Novem Sipu v Srbiji. Ustanovljen je bil leta 1974 in se razprostira na 63.786,5 ha. Uprava parka je v mestu Donji Milanovac na Donavi. Čez reko je Narodni park Portile de Fier (Parcul Natural Portile de Fier) v Romuniji.
Širše območje narodnega parka je julija 2020 postalo del Globalne mreže geoparkov (GGN) pod okriljem organizacije Unesca, in je tako označeno prvo zavarovano območje iz Srbije. Poleg soteske Džerdap, geopark zajema dele gorskih masivov Miroč in Kučaj s skupno površino 1330 km².

## Geografija
Glavna značilnost in privlačnost naravnih lepot narodnega parka Džerdap so Džerdapska soteska (klisura) - tudi Železna vrata - veličastna soteska skozi južna pobočja Karpatov, kjer je najdaljša in največja rečna akumulacija v nekdanji Jugoslaviji.
Soteska, dolga kakšnih 100 km (od Golubca do Tekije), je pravzaprav sestavljena rečna dolina, sestavljena iz štirih sotesk (Gornja klisura, Gospođin vir, Veliki in Mali kazan ter Sipska klisura), ločenih druga od druge po grapah. V Gospođin viru so izmerili eno največjih globin reke na svetu (82 m). Pečine kanjona v Kazanu so visoke približno 300 m, medtem ko je struga v tem delu zožena na 150 m.
Teren je gorat (gora Miroč) s številnimi jamami, soteskami, depresijami, izviri (kraški izvir Blederije na Miroču) in jezeri. Obstaja več odličnih naravnih razgledišč, kot sta Veliki štrbac in Mali štrbac na Miroču, nad Kazansko sotesko. Panoramski pogled obsega gore Deli Jovan in Veliki Krš v Srbiji ter Karpate v Romuniji. Razgledno točko Greben je Jovan Žujović na geološkem kongresu v Budimpešti leta 1900 imenoval za »najlepši hrib na Balkanu«. Druga priljubljena znamenitost nad Donavo je hrib Kapetana Mišina breg. Džerdap je najdaljša prebojna soteska v Evropi.

### Blederija
Reka Blederija izvira iz dveh kraških izvirov na nadmorski višini 389 m, pod vrhom Topla Bara. Izviri so drug od drugega oddaljeni 5 m, eden ima temperaturo vode okoli 8 °C, drugi pa konstantno 17 °C. Reka tvori več slapov na močno gozdnatem območju, preden nastane slap Blederija, visok 8 m. Povprečni pretok se zelo razlikuje in med katastrofalnimi poplavami jugovzhodne Evrope leta 2014 je reka močno poplavila svojo spodnjo dolino in povzročila škodo. Od slapa in razgledne točke na lokaciji nekdanjega srednjeveškega mesta je ostalo več jam.
Slap je 4 km oddaljen od najbližje vasi Reka, 12 km od Brze Palanke in 31 km od občinskega sedeža Kladovo. Po ljudski mitologiji se pod slapom kopajo vodne vile. Dolina reke je znana po kakovostni pridelavi medu. Okolica je bogata z živalskim svetom, predvsem jelenjadjo in divjimi svinjami, v bližini pa sta dve zavarovani lovišči, Vratna in Ploče.
Blederija se nadaljuje v jugovzhodni smeri in sprejema reki Sokolovica in Suvaja. Po prejemu Ravne reke se nadaljuje v Donavo. Območje je danes močno gozdnato in redko poseljeno, v rimskem obdobju pa so legionarji zgradili cesto skozi to dolino, kot bližnjico med lokacijama, kjer sta sodobni mesti Donji Milanovac in Brza Palanka. Uporabljala ga je rimska vojska, dokler ni cesar Trajan prerezal cesto skozi sotesko Železnih vrat.

## Ime
Tako Džerdap kot nekdanje srbsko ime zanj, Demir-kapija, sta turškega izvora. Demir-kapija pomeni »železna vrata« (demirkapı) in njen prevod je v večino drugih jezikov vstopil kot ime soteske. Džerdap izhaja iz girdap, kar pomeni vrtinec.

## Elektrarne
Ozemlje narodnega parka je polno drugih pomembnih značilnosti: obilno in raznoliko živalsko in predvsem rastlinsko življenje, privlačna okolica in pokrajina, kulturni in zgodovinski spomeniki ter druge antropogene turistične zanimivosti, vključno s 253 km2 umetnega jezera Džerdap, največje jezero v Srbiji, nastalo z izgradnjo hidroelektrarne Džerdap I. Elektrarna je bila dokončana leta 1972 in je bila takrat četrta največja na svetu (po mnenju zaposlenih v elektrarni). To je bil velik projekt sodelovanja med Jugoslavijo in Romunijo. Elektrarna zaposluje veliko število prebivalcev bližnjega mesta Kladovo. Elektrarna Džerdap je leta 1980 proizvedla rekordno moč več kot 7 teravatnih (TW h) električne energije. Z izgradnjo druge hidroelektrarne Džerdap II, 1977–84) in sosednjega jezera Džerdap II 92 km2, je prvotna elektrarna postala bolj znana kot "Džerdap I".
Izdelani so bili tudi načrti za izgradnjo "Džerdapa III". Ne bi bila klasična elektrarna z drugim jezom, ampak je bila načrtovana za izkoriščanje hidroelektrarne že obstoječega Džerdapskega jezera. Reverzibilna hidroelektrarna je bila načrtovana v bližini Donjega Milanovca, na območju parka na odseku Pesače. Prvotni projekti so iz poznih 1960-ih, ko je bil Džerdap I še v gradnji. Nekaj pripravljalnih del je bilo opravljenih v 1970-ih na lokaciji Debelo Brdo, gorvodno od ustja Boljetinske reke v jezero, vendar je bila ideja opuščena zaradi zaostrovanja gospodarskih razmer v Jugoslaviji v poznih 1970-ih. Načrti niso bili nikoli izdelani. Koncept je predvideval dvig jezerske vode s črpalkami z višine 68 m, v predvidena bazena Pesača in Brodica, s kapaciteto 588.000.000 m3 in samo v obdobju presežka električne energije. V sušnih ali zimskih obdobjih bi Džerdap II deloval kot klasična hidroelektrarna, vendar bi uporabljala le shranjene vode, ki bi padale 400 m na turbine. 

## Živalstvo in rastlinstvo

### Rastlinstvo
V parku živi približno 1100 rastlinskih vrst. Sem spadajo terciarni relikti, kot so turški leska (Corylus colurna), navadni oreh, navadna tisa, velikolistna lipa (Tilia platyphyllos), puhasti hrast (Quercus pubescens) in navadna bodika. Donavski tulipan (Tulipa hungarica Borbás) je po nastanku zadrževalnika izumrl. Od 15 vrst, ki jih najdemo le na Balkanu, so Pančićev javor (Acer hyrcanum) in nekatere vrste mačeh (Viola tricolor), divji timijan (Thymus serpyllum) in travniška bilnica (Festuca pratensis). Obstajajo tudi karpatski endemiti, kot sta sladki korenček in Seseli rigidum. Mednarodno zaščitene so plavajoči plavček, Fritillaria degeniana, vodni orešek (Trapa natans), Bulbophyllum loroglossum in navadna pasja trava (Dactylis glomerata).
V parku je 57 gozdnih združb, od tega 40 reliktnih. Reliktne vrste so turška leska, bukev (Fagus moesiaca), orientalska bukev (Fagus orientalis), navadni kloček, balkanski javor (Acer hyrcanum) in navadni oreh, ki jih na območju zasledimo od terciarja.

### Živalstvo
V parku živi tudi 150 vrst ptic.
Decembra 2018 je skupina kodrastih pelikanov (Pelecanus crispus) pristala na jezeru v bližini elektrarne. Njihov najbližji habitat je delta Donave, v Džerdapu pa jih niso opazili že od leta 1914. Skupina je kmalu odšla, pelikani pa so se vrnili januarja 2019. Ker so bile ptice neprekinjeno opažene v obdobjih gnezdenja, je bila junija 2021 izvedena raziskava, ki je potrdila, da pelikani po več kot stoletju gnezdijo na tem območju. Ugotovljeno je bilo tudi, da širše območje parka naseljujejo druge redke ali prej izumrle vrste. Tik južno od parka so opazili gnezditvene pare beloperutih čiger (Chlidonias leucopterus), ki so že izumrle iz osrednje Srbije, edino drugo gnezdišče rumenonogega galeba (Larus michahellis) v Srbiji pa je bilo odkrito tik na severu. Gnezda teh galebov v Srbiji niso opazili že okoli leta 1900. Druge ptice so: zlatovranka, rjavoglavi srakoper, mali orel, navadna čigra in siva gos.

## Zgodovina
Narodni park je posejan s številnimi naravnimi in kulturnimi vrednotami, ki so vključene v poseben varstveni program. Lepenski Vir je 11.500 let staro arheološko najdišče z izjemno pomembnimi sledovi naselbine in življenja mezolitskih in kasneje neolitskih ljudi. Lepenski Vir je leta 1967 odkril Dragoslav Srejović, od leta 1965 do 1971 pa je bilo odkritih preko 30 najdišč od mezolitika do poznega srednjega veka. Okoli leta 800 pred našim štetjem je bil del tranzitne poti Tribalov, Dačanov in Avtarijatov, medtem ko so Rimljani prispeli v 1. stoletju pred našim štetjem. Džerdap je bil del mejnega pasu cesarstva in je bil na poti zahodnega podaljška Via Militaris. Nekaj ostankov ceste je še ohranjeno. Rimski cesar Trajan je leta 105 našega štetja zgradil slavni Trajanov most, od katerega se je danes ohranilo več stebrov, tako kot Tabula Traiana. V Kladovu je bila tudi rimska trdnjava Diana. Skupaj so 4 kulturni spomeniki in 19 arheoloških najdb. Pomemben srednjeveški spomenik je trdnjava Golubac s številnimi odkritimi artefakti v njej: lončenina, železno orodje, sekire, krampi, sulice, zatiči itd. V bližini trdnjave so ostanki turške kopeli in spominski vodnjak, posvečen Zawisziju Črnem, poljskemu vitezu, ki je bil ubit pri obrambi trdnjave med obleganjem Golubca leta 1428.
Regija je znana po številnih mitih, ki so se razvili skozi čas. Dve izmed najbolj priljubljenih sta tista o hudičevem pritlikavem obrazu s kozjimi ušesi in nogami, dolgo belo brado in stožčastim klobukom. Živi v Donavskih vrtincih in se kaže le ponoči. Iz globin se dvigne, da utopi ljudi, ki plavajo v reki ali padejo s čolnov. Drugi mit je o "belugi", velikanskem jesetru, ki se dvigne z dna, in napada ljudi.
Na območju parka je 27 naselij s skupno 35.000 prebivalci.

## Zaščita
Poleg tega, da je od leta 1974 narodni park, je Džerdap tudi območje pomembno za ptice in pomembno rastlinsko območje in je bil nominiran za Evropsko mrežo geoparkov.
Leta 2020 je bil Džerdap razglašen za evropski geopark in 11. Ramsarsko mokrišče v Srbiji. Ramsarsko zavarovano območje obsega celotno območje narodnega parka z dodatkom Male Vrbice, pomembnega območja za ptice, ki je izven parka. Mokrišča so nastala po nastanku umetnega jezera, ki je dvignilo tudi podzemne vode, kar je povzročilo pogoste poplave okolice.

## Turizem
Narodni park Džerdap je postal ena najbolj obiskanih turističnih regij v Srbiji, še posebej po izgradnji jezu in nastanku velikega jezera. Sotesko in hidroelektrarno lahko obiščete iz Beograda in drugih mest nižje od njega. V parku so številne turistične točke s hotelskimi in drugimi objekti, ki turistom ponujajo počitek in kopanje ter oglede kulturno-zgodovinskih spomenikov in naravnih vrednot. Čeprav je reka Donava po mednarodnih standardih precej onesnažena, je ribolov še vedno zelo priljubljen. Nekateri veliki primerki soma so tehtali več kot 100 kg.